# デニス・ズヴィズディッチ
デニス・ズヴィズディッチ（ボスニア語: Denis Zvizdić、1964年6月9日 -）は、ボスニア・ヘルツェゴビナの政治家。同国の第9代閣僚評議会議長（首相）を2015年より4年間務めた。民主行動党に所属するボシュニャク人。日本の外務省では「デニス・ズビズディッチ」と表記されている。
1964年、サラエヴォに生まれる。サラエヴォ大学の建築学部で学んだ後、同学部の教授となる。2003年2月6日から2006年11月16日までサラエヴォ県の知事を務め、後に同県議会の議長に就任した。2010年から2014年までボスニア・ヘルツェゴビナ連邦の国会議員を務めた。2015年2月11日に、42議席からなるボスニア・ヘルツェゴビナ下院において、次期閣僚評議会議長選挙が実施された。35の投票のうち賛成28、反対5、棄権2によりズヴィズディッチは議長に選出された。2019年12月5日に退任。
デニス・ズヴィズディッチの父の名はムスタファ、母の名はエミナである。妻のサミラとの間にはケナンという子供が誕生している。